# Светлый (Мурманская область)
Светлый — посёлок в Кольском районе Мурманской области. Входит в городское поселение Верхнетуломский.
Расположен в 191 км от Мурманска и в 75 км от Ивало по автодороге «Лотта» (на финской стороне фин.  Rajajoosepintie, Райайоосепинитиэ; Путь Райа-Йоосеппи = Границы-Йоосеппи). Посёлок состоит из нескольких домов, в большинстве из них останавливаются рыбаки и охотники. С 1953 года работает метеостанция «Верховье Лотты» Мурманского УГМС, которая занимается наблюдением за метеоусловиями и измерениями на реке Лотта.
Решением Мурманского облисполкома № 148 от 21 марта 1984 года часть территории Печенгского района с населённым пунктом Светлый передана в состав Кольского района.

## Население
| 2002 | 2010 | 2012 | 2013 | 2014 | 2015 | 2016 |
| ---- | ---- | ---- | ---- | ---- | ---- | ---- |
| 3    | ↗4   | ↘3   | →3   | ↗5   | ↘3   | ↗5   |
| 2017 | 2018 | 2019 | 2020 | 2021 | 2023 |      |
| ↗7   | →7   | ↘5   | →5   | ↗8   | ↗10  |      |

Численность населения, проживающего на территории населённого пункта, по данным Всероссийской переписи населения 2010 года составляет 4 человека, из них 3 мужчины (75 %) и 1 женщина (25 %).

## Связь
- «МегаФон»
- «Ростелеком»